# Final del Campeonato Mundial de Clubes de la FIFA 2005
La final del Campeonato Mundial de Clubes 2005 se disputó el 18 de diciembre de 2005, en el Estadio Internacional de Yokohama, Japón. Los dos ganadores de los partidos de semifinales, São Paulo y Liverpool, se enfrentaron en un único partido que coronó al nuevo campeón del mundo, siendo el equipo sudamericano quien venció a su rival por la diferencia mínima, con un tanto de Mineiro al minuto 27 de juego.
| Brasil      | vs. | Inglaterra  |
| São Paulo 1 | vs. | Liverpool 0 |
| ----------- | --- | ----------- |

## Antecedentes

### São Paulo Futebol Clube
São Paulo clasificó al torneo como ganador de la Copa Libertadores 2005, tras derrotar 5-1 en el resultado global a Club Athletico Paranaense en la final. Ésta fue la primera vez que el conjunto tricolor compitió en éste certamen. Anteriormente, disputó en dos oportunidades la Copa Intercontinental, la predecesora de la Copa Mundial de Clubes de la FIFA, con 2 sendas victorias en (1992) y (1993). Llegó a la final del torneo después de derrotar al club saudí Al-Ittihad.

### Liverpool Football Club
Liverpool clasificó para el Mundial de Clubes como ganador de la Liga de Campeones de la UEFA 2004-05 al derrotar por penales a Milan en una agónica final. Ésta fue la primera vez que el conjunto inglés compitió en este certamen. Anteriormente, disputó en dos oportunidades la Copa Intercontinental, la predecesora de la Copa Mundial de Clubes de la FIFA, con 2 derrotas en (1981) y (1984). Llegó a la final del torneo después de derrotar al club costarricense Saprissa.

## Desarrollo
El encuentro comenzó con conjunto europeo atacando. La primera jugada de gol estuvo en la cabeza de Morientes, que luego de un centro preciso de Gerrard, cabeceó potentemente desde seis metros y el balón salió desviado.
De a poco el club brasileño comenzó a dominar el juego. Al minuto 22, Aloísio, luego de una muy buena jugada junto a Amoroso, disparó a las manos de Reina. Luego Cicinho probó un globo desde la mitad de la cancha, pero se fue por arriba de la portería.
Cinco minutos más tarde vendría la apertura del marcador, luego de que Aloísio enviara un pase por alto a Mineiro y éste definiera ante la salida del arquero español. Era la primera vez en once partidos que un equipo lograba vencer la portería del club inglés
Sesenta segundos después, el equipo de Liverpool estuvo a punto de empatar el partido luego de un centro que su capitán mandó al área y García cabeceara al travesaño. Poco tiempo después, el mismo jugador fue incapaz de hacer lo mismo en un centro de su compatriota Alonso y la pelota salió desviada. Tres minutos luego, Gerrard pateó desde diez metros pero su remate salió torcido.
Al inicio del segundo tiempo, nuevamente un tiro libre de este jugador hizo lucir al arquero Rogério Ceni, quien con una mano logró desviar el balón a la línea de fondo.
El conjunto inglés continuaba dominando el encuentro. A los diez minutos un centro de Kewell fue nuevamente desviado por el portero brasileño.
Al minuto 62 el equipo que perdía logró marcar, pero una posición adelantada le impidió festejar. Poco después un cañonazo de Morientes, salió cruzado pero por muy poco. Luego, un disparo de García hizo que el capitán del equipo de Brasil deba hacer una pirueta para evitar el empate. Cerca del final del encuentro, Sinama-Pongolle traspasó el arco rival, pero en posición adelantada. Cuando el partido se moría Gerrard mandó un zapatazo desde 25 metros que se fue afuera por muy poco.
La ilusión del equipo europeo se terminó cuando con tres minutos de adición el árbitro mexicano Archundia señaló el centro de la cancha finalizando el partido.

## Ficha del partido
| 1          | Guardameta     | Rogério Ceni    |     |
| 2          | Defensa        | Cicinho         |     |
| 3          | Defensa        | Fabão           |     |
| 5          | Defensa        | Diego Lugano    |     |
| 4          | Defensa        | Edcarlos        |     |
| 6          | Defensa        | Júnior          |     |
| 7          | Centrocampista | Mineiro         |     |
| 10         | Centrocampista | Danilo          |     |
| 8          | Centrocampista | Josué           |     |
| 14         | Delantero      | Aloísio Chulapa | 75' |
| 11         | Delantero      | Márcio Amoroso  |     |
| Entrenador | Entrenador     | Paulo Autuori   |     |

| 12         | Guardameta     | Pepe Reina         |     |
| 3          | Defensa        | Steve Finnan       |     |
| 4          | Defensa        | Sami Hyypiä        |     |
| 23         | Defensa        | Jamie Carragher    |     |
| 2          | Defensa        | Stephen Warnock    | 79' |
| 8          | Centrocampista | Steven Gerrard     |     |
| 14         | Centrocampista | Xabi Alonso        |     |
| 22         | Centrocampista | Mohamed Sissoko    | 79' |
| 7          | Centrocampista | Harry Kewell       |     |
| 10         | Delantero      | Luis García        |     |
| 19         | Delantero      | Fernando Morientes | 85' |
| Entrenador | Entrenador     | Rafa Benítez       |     |

| 9 | Delantero | Grafite | 75' |

| 6  | Defensa   | John Arne Riise         | 79' |
| 11 | Delantero | Florent Sinama-Pongolle | 79' |
| 15 | Delantero | Peter Crouch            | 85' |

| Anotado | 27' | Mineiro | 1–0 |

| Amonestado | 57' | Diego Lugano |
| Amonestado | 90' | Rogério Ceni |

| Árbitro             | Armando Archundia |
| Árbitros asistentes | Héctor Vergara    |
| Árbitros asistentes | Arturo Velázquez  |
| Cuarto árbitro      | Tōru Kamikawa     |

| 1          | Guardameta     | Rogério Ceni    |     |
| 2          | Defensa        | Cicinho         |     |
| 3          | Defensa        | Fabão           |     |
| 5          | Defensa        | Diego Lugano    |     |
| 4          | Defensa        | Edcarlos        |     |
| 6          | Defensa        | Júnior          |     |
| 7          | Centrocampista | Mineiro         |     |
| 10         | Centrocampista | Danilo          |     |
| 8          | Centrocampista | Josué           |     |
| 14         | Delantero      | Aloísio Chulapa | 75' |
| 11         | Delantero      | Márcio Amoroso  |     |
| Entrenador | Entrenador     | Paulo Autuori   |     |

| 12         | Guardameta     | Pepe Reina         |     |
| 3          | Defensa        | Steve Finnan       |     |
| 4          | Defensa        | Sami Hyypiä        |     |
| 23         | Defensa        | Jamie Carragher    |     |
| 2          | Defensa        | Stephen Warnock    | 79' |
| 8          | Centrocampista | Steven Gerrard     |     |
| 14         | Centrocampista | Xabi Alonso        |     |
| 22         | Centrocampista | Mohamed Sissoko    | 79' |
| 7          | Centrocampista | Harry Kewell       |     |
| 10         | Delantero      | Luis García        |     |
| 19         | Delantero      | Fernando Morientes | 85' |
| Entrenador | Entrenador     | Rafa Benítez       |     |

| 9 | Delantero | Grafite | 75' |

| 6  | Defensa   | John Arne Riise         | 79' |
| 11 | Delantero | Florent Sinama-Pongolle | 79' |
| 15 | Delantero | Peter Crouch            | 85' |

| Anotado | 27' | Mineiro | 1–0 |

| Amonestado | 57' | Diego Lugano |
| Amonestado | 90' | Rogério Ceni |

| Árbitro             | Armando Archundia |
| Árbitros asistentes | Héctor Vergara    |
| Árbitros asistentes | Arturo Velázquez  |
| Cuarto árbitro      | Tōru Kamikawa     |

| \| Estadísticas \| \| \| \| Tiros \| 4 \| 21 \| \| Tiros al arco \| 2 \| 8 \| \| Faltas \| 15 \| 17 \| \| Tiros de esquina \| 0 \| 17 \| \| Tiros libres \| 0 \| 1 \| \| Penales \| 0 \| 0 \| \| Fueras de juego \| 2 \| 7 \| \| Posesión del balón \| 47% \| 53% \| | Alineación inicial |                       |
| Estadísticas | Bandera de Brasil  | Bandera de Inglaterra |
| Tiros | 4                  | 21                    |
| Tiros al arco | 2                  | 8                     |
| Faltas | 15                 | 17                    |
| Tiros de esquina | 0                  | 17                    |
| Tiros libres | 0                  | 1                     |
| Penales | 0                  | 0                     |
| Fueras de juego | 2                  | 7                     |
| Posesión del balón | 47%                | 53%                   |

|                                                                       |
| Bandera de Brasil                                                     |
| Campeón São Paulo F. C.                                               |
| 1.er título 3.er título mundial considerando la Copa Intercontinental |

## Comentarios después del Partido
Es maravilloso conseguir estos premios, pero yo no soy el protagonista de la victoria. En los últimos ocho meses hemos ganado los dos trofeos más importantes de nuestra historia. Cuando miro estos premios, veo las caras de mis compañeros de equipo, del entrenador y de todos los que trabajan en el club.
Rogério Ceni, elegido el mejor jugador de la final y del torneo

Hemos jugado muy bien en la primera parte y hemos ofrecido toda la calidad técnica que tienen los brasileños. En la segunda mitad, nos dedicamos a defender la ventaja y cometimos el error de no tener la suficiente tranquilidad para controlar el juego. Pero, sea como sea, estamos encantados de ser los campeones del mundo
Diego Lugano, jugador del São Paulo

Hemos jugado muy bien en la segunda parte, creamos muchas ocasiones y tuvimos muchos problemas con esas decisiones de los fueras de juego. Nos vamos a casa muy decepcionados, pero ahora ya no hay tiempo para lamentaciones y hay que centrarse en futuros objetivos.
John Arne Riise, jugador del Liverpool

Creo que ha sido un resultado injusto. En la segunda parte hemos controlado el juego, tuvimos muchas oportunidades, hicimos un buen trabajo de equipo y marramos hasta tres goles. Estamos muy decepcionados pero tenemos que aceptarlo y seguir adelante, ahora ya no hay tiempo para lamentaciones.
Xabi Alonso, jugador del Liverpool